# 모넬라 (영화)
《모넬라》(Monella)는 이탈리아에서 제작된 틴토 브라스 감독의 1998년 코미디 영화이다. 안나 아미라티 등이 주연으로 출연하였고, 지오바니 베르톨루치 등이 제작에 참여하였다.
스토리는 1950년대 이탈리아 북부를 배경으로 한다.
대한민국에는 "모넬라"라는 제목으로 개봉했으나, 영어권에서는 "Frivolous Lola"라는 제목으로 개봉했다.

## 출연

### 주연
- 안나 아미라티
- 패트릭 모워
- 마리오 파로디
- 수잔나 마틴코바
- 안토니오 살리네스

### 조연
- 프란세스카 넌지
- 비토리오 아테느
- 로라 트로터
- 카를로 레알리

## 기타
- 미술: 칼로 드 마리노